# Уряд Чорногорії
Уряд Чорногорії — вищий орган виконавчої влади Чорногорії.

## Голова уряду
- Прем'єр-міністр — Душко Маркович (англ. Dusko Markovic).
- Віце-прем'єр-міністр — Рафет Гусович (англ. Rafet Husovic).
- Віце-прем'єр-міністр — Зоран Пазін (англ. Zoran Pazin).
- Віце-прем'єр-міністр — Мілутин Шимович (англ. Milutin Simovic).

## Кабінет міністрів
Склад чинного уряду подано станом на 7 грудня 2016 року.
| Логотип | Міністерство                              | Міністр                               | Фото | Час на посаді | Час на посаді | Партія | Партія | Вебсайт |
| ------- | ----------------------------------------- | ------------------------------------- | ---- | ------------- | ------------- | ------ | ------ | ------- |
|         | Міністерство внутрішніх справ             | Мевлудін Нуходжич (Mevludin Nuhodzic) |      |               |               |        |        |         |
|         | Міністерство державного управління        | Сузана Прибилович (Suzana Pribilovic) |      |               |               |        |        |         |
|         | Міністерство економіки                    | Дражича Секулич (Dragica Sekulic)     |      |               |               |        |        |         |
|         | Міністерство європейської інтеграції      | Андрія Пейович (Andrija Pejovic)      |      |               |               |        |        |         |
|         | Міністерство закордонних справ            | Срджан Дарманович (Srdjan Darmanovic) |      |               |               |        |        |         |
|         | Міністерство культури                     | Янко Люмович (Janko Ljumovic)         |      |               |               |        |        |         |
|         | Міністерство науки                        | Саня Даміянович (Sanja Damijanovic)   |      |               |               |        |        |         |
|         | Міністерство оборони                      | Предраг Бошкович (Predrag Boskovic)   |      |               |               |        |        |         |
|         | Міністерство освіти                       | Дамір Шехович (Damir Sehovic)         |      |               |               |        |        |         |
|         | Міністерство охорони здоров'я             | Кенан Храпович (Kenan Hrapovic)       |      |               |               |        |        |         |
|         | Міністерство прав людини і меншин         | Мехмед Зенка (Mehmed Zenka)           |      |               |               |        |        |         |
|         | Міністерство праці та соціальної допомоги | Кемаль Пурішич (Kemal Purisic)        |      |               |               |        |        |         |
|         | Міністерство регіонального розвитку       | Рафет Хусович (Rafet Husovic)         |      |               |               |        |        |         |
|         | Міністерство спорту                       | Нікола Янович (Nikola Janovic)        |      |               |               |        |        |         |
|         | Міністерство сталого розвитку і туризму   | Павле Радулович (Pavle Radulovic)     |      |               |               |        |        |         |
|         | Міністерство сільського господарства      | Мілутин Шимович (Milutin Simovic)     |      |               |               |        |        |         |
|         | Міністерство транспорту і морських справ  | Осман Нуркович (Osman Nurkovic)       |      |               |               |        |        |         |
|         | Міністерство фінансів                     | Дарко Радунович (Darko Radunovic)     |      |               |               |        |        |         |
|         | Міністерство юстиції                      | Зоран Пазін (Zoran Pazin)             |      |               |               |        |        |         |
|         | Міністр без портфеля                      | Марія Вучинович (Marjia Vucinovic)    |      |               |               |        |        |         |